# Silnice I/47
Silnice I/47 je silnice I. třídy spojující Vyškov a Fulnek. Měří 70,338 km a jedná se o silnici původně spojující Brno a Ostravu, která je postupně nahrazována souběžně vedenými úseky dálnice D1 a převáděna do kategorie II. třídy (silnice II/430, II/436 a II/647).
Do rekategorizace silnic v roce 1997 vedla I/47 po nynějších silnicích II/367 (úsek Bezměrov - Kojetín) a II/436 (úsek Kojetín - Přerov) a až poté byla přetrasována na Kroměříž a za ní v peáži s I/55 až do Přerova.
Původně měla být souběžně vedená dálnice značená jako D47, ale přetrasováním čísla dálnice D1 došlo k tomu, že plánovaná dálnice D47 byla zahrnuta pod označení D1.
V roce 2006 byl vybudován obchvat města Lipník nad Bečvou. V místě křížení silnice I/47 (obchvatu) se silnicí II/437 byl v důsledku několika smrtelných nehod vybudován kruhový objezd. V úseku Lipník nad Bečvou - Hranice je silnice I/47 vedena v peáži se silnicí I/35. Na tomto úseku je předpokládáno snížení intenzity dopravy po otevření tzv. Palačovské spojky. Z Lipníka nad Bečvou do Bělotína je silnice čtyřproudá, na zbytku trasy je dvouproudá.

## Vedení silnice
- Vyškov (D46,II/430)
- Ivanovice na Hané (II/428)
- Mořice (II/433)
- Popůvky (II/367)
- Kroměříž (II/367,D1)
- Hulín (I/55) - přerušení
- Přerov (I/55)
- Lipník nad Bečvou (I/35,II/437,II/434)
- Hranice (II/440)
- Bělotín (D48,I/48)
- Odry (II/441)
- Fulnek (I/57,II/647)

## Modernizace silnice
| Číslo | Název                   | Délka  | Kategorie | Zahájení výstavby | Uvedení do provozu | Křižovatky |
| ----- | ----------------------- | ------ | --------- | ----------------- | ------------------ | ---------- |
|       | Severní spoj, I. stavba | 1,2 km | 22,5/70   | 10/2006           | 11/2009            |            |

## Další informace
V úseku mezi městem Hranice a Bělotínem se u silnice nachází vysoký betonový monument Evropské rozvodí Bělotín, který upozorňuje na hranici úmoří Baltského moře a úmoří Černého moře.